# Kontynuacja Jerzego
Kontynuacja Jerzego (Georgius Continuatus) – anonimowa kronika bizantyńska z X wieku, stanowiąca kontynuację Zwięzłej kroniki Jerzego Mnicha.
Kontynuacja Jerzego stanowi uzupełnienie Zwięzłej kroniki Jerzego Mnicha. Zaczyna się od roku 842, a kończy się w zależności od tradycji rękopiśmiennej, w redakcji A (15 rękopisów i 2 wspólne z redakcją B) na śmierci cesarza Romana Lekapena (948), a w redakcji B (3 rękopisy i 2 wspólne z redakcją A) do śmierci Nicefora Fokasa (969), z tym że pewne zapiski sięgają roku 1071, 1081, a nawet 1143.
Część rękopisów nazywa anonimowego autora Logotetą, co skłania niektórych historyków do łączenia jej autorstwa z Symeonem Magistrem i Logotetą. Jest rzeczą charakterystyczną, że Kontynuacja Jerzego znajduje się w rękopisach Jerzego Mnicha (8 rękopisów w redakcji A), Symeona Logotety (4 rękopisy w redakcji A), Leona Gramatyka (2 rękopisy w redakcji A) i Teodozjusza Melitena (1 rękopis w redakcji A). Nasuwa to wniosek, że Kontynuacja Jerzego mogła zostać przypadkowo złączona z kroniką Jerzego Mnicha.
Kontynuacja Jerzego podaje materiał w sposób kronikarski, z roku na rok, poświęcając główną uwagę wydarzeniom politycznym i stosunkom panującym w rodzinie cesarskiej. Autor redakcji A jest wrogo nastawiony do Konstantyna VII Porfirogenety, życzliwie traktując jego przeciwnika Romana Lekapena, z którym prawdopodobnie przebywał na wygnaniu w klasztorze na wyspie Prote. Dzieło przynosi ważne informacje o Węgrach, Bułgarach i Pieczyngach. Zostało napisane językiem ludowym.
Źródła, na których oparł się autor nie są znane. W redakcji B Kontynuacja została wzbogacona o fragmenty Historii cesarzy Józefa Genesiosa. Z wersji tej korzystali później Teophanes Continuatus, Pseudo-Symeon, Jan Zonaras i Teodor Skutariota. 
Kontynuacja Jerzego doczekała się tłumaczenia na język starosłowiański. Dla redakcji A istnieje przekład zachowany w tak zwanym Letowniku z XIV wieku i drugi z XIV/XV wieku wspólny z Kroniką powszechną Symeona Magistra i Logotety. Przekład redakcji B, zwany Wremimennikiem pochodzi z X/XI stulecia. Zachowała się też parafraza skróconej wersji Kontynuacji w języku ludowym.